# Hollywood Chainsaw Hookers
Hollywood Chainsaw Hookers è un film del 1988 diretto da Fred Olen Ray.

## Trama
Uno strano individuo organizza una setta in onore di un dio egizio, al quale deve sacrificare vite umane. Per adescare le vittime decide di usare delle prostitute, che in seguito vengono uccisi con delle motoseghe. Il detective Jack Chandler indaga sul caso durante le indagini della scomparsa di una ragazza di nome Samantha.

## Produzione
Il film uscito al cinema negli Usa nel marzo 1988 è costato solo 95,000 dollari ed è stato girato nel giugno 1987.

### Cast
L'attore nel ruolo dello straniero è Gunnar Hansen, il primo ad interpretare Leatherface nel film Non aprite quella porta, diretto nel 1974 da Tobe Hooper.